# Peter Niggli

Peter Niggli (1992)

Peter Niggli (* 10. Juli 1950 in Zürich) ist ein Schweizer Journalist und Publizist im Bereich Entwicklungspolitik.

## Leben
Niggli absolvierte 1969 eine A-Matura am Gymnasium Freudenberg in Zürich und studierte von 1970 bis 1976 Mathematik, Philosophie und Geschichte an der Universität Zürich. Im Gefolge der Achtundsechzigerbewegung war er von 1969 bis 1976 Anführer der Revolutionären Aufbauorganisation Zürich (RAZ). Niggli war 1979 Mitautor des Buches Die unheimlichen Patrioten, das aus  politisch linksorientierter Perspektive einen umfassenden Überblick rechter und rechtsradikaler Bewegungen und Personen in der Schweiz gab. Zusammen mit Jürg Frischknecht publizierte er das Nachfolgewerk zu den «Unheimlichen Patrioten»: «Rechte Seilschaften. Wie die ‹unheimlichen Patrioten› den Zusammenbruch des Kommunismus meisterten» (Zürich 1998).
Von 1976 bis 1981 war er journalistisch aktiv für die beiden Zürcher Alternativzeitschriften «focus» und «ropress». Von 1982 bis 1998 arbeitete er als freier Journalist für diverse Medien. Neben innen- und wirtschaftspolitischen Fragen konzentrierte er sich auf Entwicklungspolitik, insbesondere in Bezug auf Afrika bzw. den Sudan und Äthiopien. In diesem Bereich war er auch mit Vorträgen und Publikationen tätig; ausserdem erarbeitete er eine Studie und war Wahlbeobachter in Äthiopien. Von 1990 bis 1996 gehörte er als Abgeordneter der Grünen dem Zürcher Stadtparlament (Gemeinderat) an. 1994 leitete er die Medienarbeit der Kampagne für die Rassismus-Strafnorm. Zwischen 1998 und 2015 war er Geschäftsführer von Alliance Sud.
Er war Teil des Initiativkomitees der Konzernverantwortungsinitiative.